# Pascula citrica
Pascula citrica je vrsta morskog puža, morski mekušac iz porodice Muricidae.